# Интранет
Интранет се нарича вътрешната частна мрежа на една организация (фирма, фондация, държавно учреждение, университет и т.н.), защитена от достъп на външни за организацията лица (или програми). Интранет мрежите се използват за съхранението, разделянето и приоритизацията на информацията на тази организация, като например правила и процедури на фирмата, обявления, както и информация за нови продукти. Тенденция в строежа на интранет мрежите е използването на установено функциониращи в интернет протоколи, софтуер и мрежово-архитектурни решения.

## Свързани статии
- Интернет
- Виртуална частна мрежа
- Екстранет